# Ivan Grégr
Ivan Grégr (Prága, 1942. május 21. –) cseh nemzetközi labdarúgó-játékvezető.

## Pályafutása

### Labdarúgóként
Fiatal korában a Sparta Praha ifjúsági csapatában, majd a Bohemians Praha és a Vrsovice 1870 csapatában játszott.

### Labdarúgó-játékvezetőként

#### Nemzetközi játékvezetés
A Csehszlovák labdarúgó-szövetség Játékvezető Bizottsága (JB) 1981-ben terjesztette fel nemzetközi játékvezetőnek, a Nemzetközi Labdarúgó-szövetség (FIFA) bíróinak keretébe. Több nemzetek közötti válogatott és klubmérkőzést vezetett vagy a működő játékvezetőnek partbíróként segített. A cseh nemzetközi játékvezetők rangsorában, a világbajnokság-Európa-bajnokság sorrendjében többedmagával a 11. helyet foglalja el 3 találkozó szolgálatával. Az aktív nemzetközi játékvezetéstől 1991-ben búcsúzott. Nemzetközi mérkőzéseinek száma: 168.

##### Világbajnokság
1983-ban Mexikó rendezte az U20-as labdarúgó-világbajnokságot, ahol a FIFA JB megismertette a nemzetközi résztvevőkkel.
| Időpont         | Helyszín                    | Mérkőzés típusa        | Mérkőzés    | Eredmény | Nézők száma |
| --------------- | --------------------------- | ---------------------- | ----------- | -------- | ----------- |
| 1983. június 3. | Városi Stadion, Guadalajara | selejtező (B. csoport) | Uruguay–USA | 3 : 2    | 17 821      |

##### Európa-bajnokság
Az európai-labdarúgó torna döntőjéhez vezető úton Franciaországba a VII., az 1984-es labdarúgó-Európa-bajnokságra, Német Szövetségi Köztársaságba a VIII., az 1988-as labdarúgó-Európa-bajnokságra valamint Svédországba a IX., az 1992-es labdarúgó-Európa-bajnokságra az UEFA JB játékvezetőként foglalkoztatta.
| Időpont              | Helyszín                 | Mérkőzés típusa           | Mérkőzés           | Eredmény | Nézők száma |
| -------------------- | ------------------------ | ------------------------- | ------------------ | -------- | ----------- |
| 1982. szeptember 22. | Kuip Stadion, Rotterdam  | előselejtező (7. csoport) | Hollandia–Írország | 2 : 1    | 20 500      |
| 1987. december 9.    | Meer Stadion, Amszterdam | előselejtező (5. csoport) | Hollandia–Ciprus   | 4 : 0    | 300         |
| 1990. december 22.   | Tsirio Stadion, Limassol | előselejtező (3. csoport) | Ciprus–Olaszország | 0 : 4    | 9 185       |